# Brachygalea nigrovenata
Brachygalea nigrovenata är en fjärilsart som beskrevs av Köhler 1952. Brachygalea nigrovenata ingår i släktet Brachygalea och familjen nattflyn. Inga underarter finns listade i Catalogue of Life.